# That 70's Girl
Pour plus de détails, voir Fiche technique et Distribution.
That 70's Girl est une comédie érotique américaine réalisée par Johnny Crash, sorti en 2003. Le titre du film fait référence à la série télévisée That '70s Show.

## Synopsis
Ashleigh (Julian Wells) et Jennifer (Kelli Summers) sont deux sœurs qui se trouvent dans une impasse financière et décide, pour cela, de louer une chambre de leur maison.
Leur nouvelle colocataire, Pétale (Misty Mundae), se révèle être une fille libre de mœurs et fumeuse de marijuana à la consternation des deux sœurs.
Lors d'une soirée, Pétale initiera Ashleigh et Jennifer aux plaisirs du haschisch et du saphisme.

## Fiche technique
- Titre : That 70's Girl
- Réalisateur : Johnny Crash
- Scénario : Johnny Crash et Michael Raso
- Musique : Tim Tomorrows
- Format : Couleurs
- Durée : 115 minutes
- Genre : comédie
- Pays :  États-Unis
- Date de sortie : 1er janvier 2003  États-Unis

## Distribution
- Misty Mundae : Pétale
- Kelli Summers : Jennifer
- A. J. Khan : Mandy
- Julian Wells : Ashleigh
- John Link